# Satilatlas gertschi
Satilatlas gertschi là một loài nhện trong họ Linyphiidae. Loài này được phát hiện ở Canada.